# Casa del Mutilato (Verona)
La Casa del Mutilato è un edificio civile che si affaccia su via dei Mutilati, poco fuori dai portoni della Bra e dal cuore del centro storico di Verona, sede della sezione scaligera della Fondazione ANMIG (Associazione Nazionale fra Mutilati e Invalidi di Guerra).

## Storia
Il palazzo sorge nel luogo in cui un tempo scorreva l'Adigetto, un corso d'acqua che proteggeva la città di Verona insieme alle retrostanti mura comunali. Infatti, negli anni 1930 l'Adigetto fu completamente coperto per consentire l'espansione della città: al posto del letto del corso d'acqua venne così aperta una strada e sui fianchi sorsero diversi edifici, tra cui la Casa del Mutilato.
Proprio all'inizio del decennio la sezione veronese dell'Associazione Nazionale fra Mutilati e Invalidi di Guerra (ANMIG) raccolse i fondi necessari per l'edificazione della propria sede, in posizione dominante sulla nuova strada, grazie al contributo di enti pubblici, enti privati, semplici cittadini e grazie alle donazioni degli stessi mutilati e invalidi. Progettata dall'architetto Francesco Banterle con la collaborazione del fratello Ruperto, scultore, nel maggio del 1933 vi fu la posa della prima pietra, ancora oggi riconoscibile in quanto di colore rosato e con scolpito lo stemma dell'Associazione, che venne collocata nell'angolo sinistro della facciata principale. I lavori procedettero celermente e la Casa fu inaugurata già il 16 settembre 1934 alla presenza dell'onorevole Carlo Delcroix e del sottosegretario Luigi Lojacono.

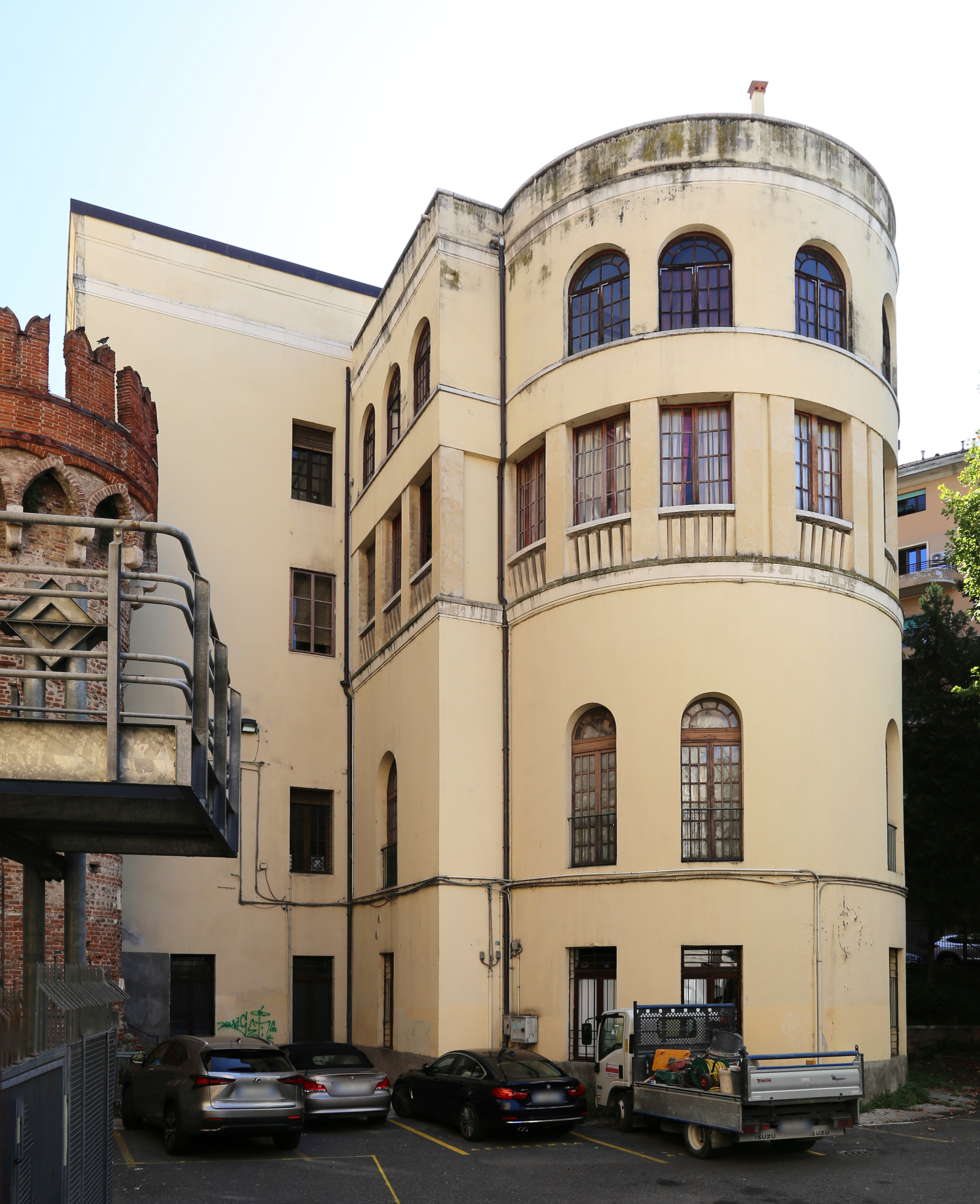
Il retro dell'edificio con la "rotonda", sopraelevata nel 1956. Sulla sinistra si intravede una torre che faceva parte della cinta comunale di Verona

Verso il termine della seconda guerra mondiale l'edificio venne temporaneamente requisito dal comando americano in città, che ne fece la propria sede. Nel dopoguerra il professor Antonio Girelli, che fu tra i promotori della realizzazione della Casa e che rimase presidente della sezione veronese dell'Associazione fino al 1967, invitò gli artisti locali, tramite il quotidiano L'Arena, a donare alcune opere per abbellire gli uffici del palazzo del Mutilato: diversi pittori risposero alla chiamata e donarono dei loro quadri, che tuttora sono esposti negli spazi interni. Nel 1956 vi fu infine l'unico intervento sostanziale post-edificazione: vi fu infatti la sopraelevazione della cosiddetta "rotonda", ovvero l’eliminazione dell’ampia terrazza semicircolare situata al primo piano sul retro dell'edificio, sopra al sala conferenze che poi prese il nome di Antonio Girelli.
Il palazzo, oggi occupato solo in parte dalla Fondazione ANMIG, si trova in un eccellente stato di conservazione, in quanto non solo la gran parte degli spazi interni appare ancora come originariamente progettata, ma presenta perfino la maggior parte del mobilio originale del 1934, anche questo disegnato da Francesco Banterle.

## Descrizione

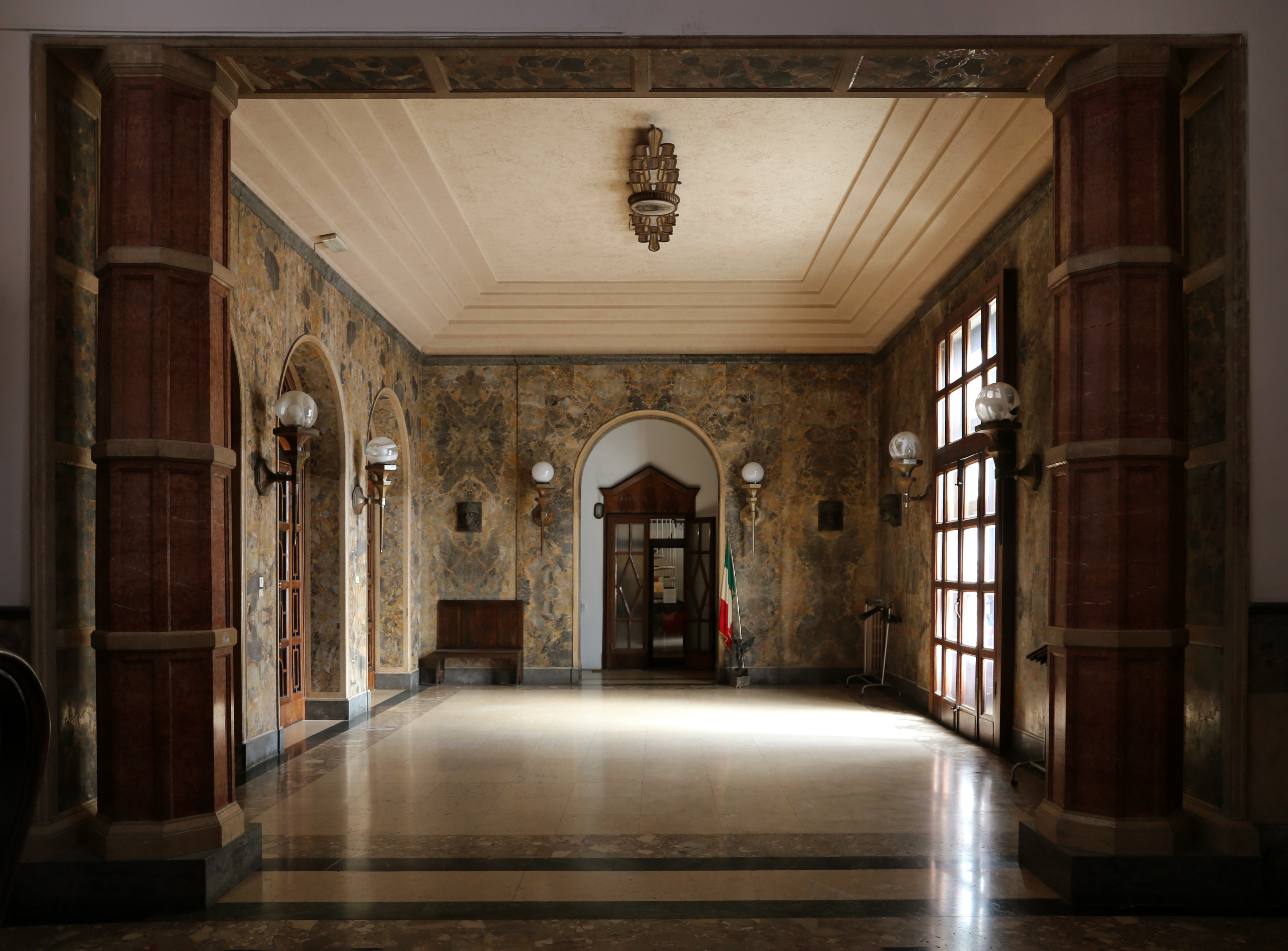
L'atrio d'ingresso, completamente rivestito in marmo

Il fabbricato, situato in posizione centrale a pochi passi dai portoni della Bra e da corso Porta Nuova, occupa una superficie di circa 500 mq e si sviluppa in un volume fuori terra di circa 6000 mc.
La facciata principale richiama l'arco trionfale ed è caratterizzata da un grande portale d'accesso sormontato da una tribuna, oltre che dal bassorilievo della Vittoria alata sull'attico. Ai lati della Vittoria vi è l'iscrizione «IN SACRIFICIO TRIUMPHANS» mentre sull'architrave del portale si trova la scritta «MUTILAVIT HOSTIS RECREAT PATRIA». Ai lati dell'ingresso si trovano due statue di Ruperto Banterle raffiguranti «il sacrificio del soldato morente per la Patria, la fratellanza del commilitone che lo sorregge e la memoria di quanto vissuto quale monito per la ricerca della pace come unica degna arma di confronto tra i popoli». Le due statue erano originariamente scolpite in un blocco di pietra di Quinzano, ma nel 1960 furono sostituite da due statue di bronzo.
L'ingresso è accessibile attraverso un'ampia gradinata in pietra di Sant'Ambrogio di Valpolicella. Il primo ambiente che si incontra è un lussuoso e ampio atrio, rivestito in marmo e ornato da quattro teste di combattente, sempre del Banterle, e da un lampadario con forme che ricordano fasci di baionette e fiamme.

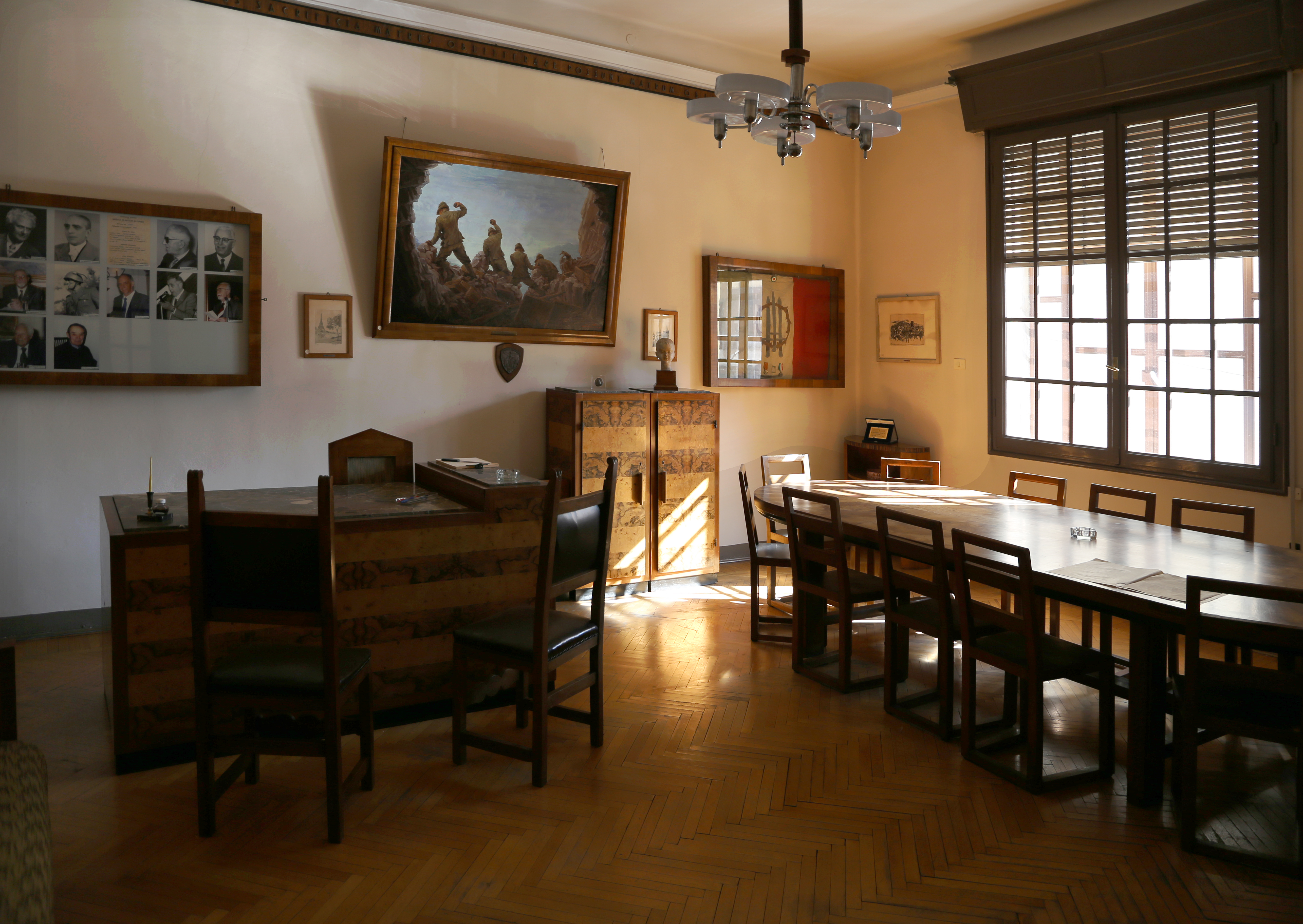
L'ufficio del presidente con il mobilio originale

Dall'atrio si accede, frontalmente rispetto all'ingresso, al salone delle Adunanze dedicato ad Antonio Girelli, avente una capienza di 170 posti a sedere. L'ambiente si conclude con un'esedra dove trova spazio il tavolo degli oratori: lungo la parete terminale semicircolare si aprono sei finestre che si contraddistinguono per una struttura lignea finemente lavorata e per l’uso dell'alabastro, all'interno, e del vetro, all'esterno.
Sempre dall'atrio, attraversando due grandi colonne in marmo "sanguigno" di Sant'Ambrogio si giunge allo scalone, interamente rivestito in marmo a colori molto vivaci, completato da un corrimano sostenuto da colonnine cromate. Sul soffitto era qui presente l'affresco Fascismo che sostiene un mutilato guidato alla Vittoria dell'artista Orazio Pigato, andato perduto.
Al primo piano si trovano diversi ambienti, tra cui gli uffici dell'ANMIG, l'archivio, l'ambulatorio medico, una sala per le riunioni e l'ufficio del presidente: ogni sala è dedicata alla madre di un mutilato illustre. In passato al secondo piano aveva sede la Rappresentanza provinciale dell'Opera nazionale per la Protezione e Assistenza agli Invalidi di Guerra, mentre nel seminterrato si trovavano l'abitazione del custode, l'officina ortopedica e altri servizi.